# W-League
A W-League é principal divisão do futebol feminino na Austrália, é uma das grandes ligas do futebol feminino mundial é organizado pela Federação Australiana de Futebol.

## Lista de campeões
| Edição  | Premiers (Temporada regular) | Campeãs (Grand Final) |
| ------- | ---------------------------- | --------------------- |
| 2008–09 | Queensland Roar              | Queensland Roar       |
| 2009    | Sydney FC                    | Sydney FC             |
| 2010–11 | Sydney FC                    | Brisbane Roar         |
| 2011–12 | Canberra United              | Canberra United       |
| 2012–13 | Brisbane Roar                | Sydney FC             |
| 2013–14 | Canberra United              | Melbourne Victory     |
| 2014    | Perth Glory                  | Canberra United       |
| 2015–16 | Melbourne City               | Melbourne City        |